# ZTF J153932.16+502738.8
ZTF J153932.16+502738.8是已知週期最短的雙白矮星。由於引力波的發射，週期還持續在縮短中。它既是食聯星，也是光譜聯星。目前的軌道週期為6.91分鐘。其中一顆的表面溫度為48,900 K，另一顆的溫度較低。這兩顆星可能在13萬年內合併成一顆，或者在兩顆恆星之間發生質量轉移，而使它們再次分離。估計它們與地球的距離是2.3 kpc。

## 恆星
較亮的這一顆，表面有效溫度是48,900 K，對數顯示的表面重力為7.75，質量是太陽的0.6倍，半徑是太陽的0.156倍。較暗的那一顆表面溫度低於10,000 K，質量是太陽的0.21倍，但是直徑是太陽的0.0314倍，比較亮的恆星還大。

## 名稱
ZTF代表茲威基巡天計畫。這是使用帕洛瑪天文台的塞缪尔·奥斯钦望远镜調查整個北天瞬變天象的計畫。

## 食
光變曲線顯示有星食。光度曲線的下降，一次是15%，另一次接近100%。這意味著一顆恆星比另一顆亮許多；亮星會照亮面對著的暗星表面，因此食的曲線不是平坦的。

## 軌道衰減
軌道的週期以2.373×10−11 秒每秒的速率衰減，給出210,000年的特徵時間尺度。這種衰減主要是由於引力波的發射，然而7%的衰減可能是由於潮汐的損失造成。預計衰減將持續13萬年，軌道週期會縮短到5分鐘。然後，預測暗星會膨脹，並且失去的質量有些會轉移給較大的恆星。它之後可能會成為獵犬座AM型變星，或是合併成為北冕座R型變星。

## 恆星組成
熱的恆星有寬而淺的氫線，是富含氫的DA型白矮星。暗星有狹窄的氫發射線，顯示它是涼爽的；它們也都有氦的發射和吸收線。這兩種普現在周期內會有所不同，因此可以用來標示這兩顆恆星。發射線可能是由於明亮的恆星加熱了昏暗的恆星造成的。